# Johann Geletzki
Johann Geletzki (* unbekannt; † 28. Dezember 1568 in Grödlitz; auch Johann Geletzky, Jan Jelecki) war ein deutscher Kirchenlieddichter.

## Leben/Werk
Johann Geletzki, dessen Geburtsjahr nicht überliefert ist, lebte zunächst in Fulnek, wo er Prediger war, und später in Grödlitz. Selber bezeichnete er sich als „Diener des heiligen Evangelii“.
Zusammen mit Michael Tham und Petrus Herbert gab er ein Gesangbuch der Böhmischen Brüder heraus. Dieses wurde 1566 in Prag gedruckt. Auch selber hat er mehrere Lieder beigesteuert.

## Werke
- Nun rüste dich, o Christenheit (Evangelisches Kirchengesangbuch, Nummer 429)